# Alysbeth Félix
Alysbeth Félix Boyer (* 7. März 1993 in San Juan) ist eine puerto-ricanische Leichtathletin, die in mehreren Disziplinen an den Start geht.

## Sportliche Laufbahn
Erste internationale Erfahrungen sammelte Alysbeth Félix im Jahr 2010, als sie bei den Zentralamerika- und Karibikjuniorenmeisterschaften in Santo Domingo mit übersprungenen 1,73 m die Silbermedaille im Hochsprung gewann und mit der puerto-ricanischen 4-mal-100-Meter-Staffel in 47,10 s den vierten Platz belegte. Mit der 4-mal-400-Meter-Staffel gelangte sie zudem mit 3:53,06 min auf Rang fünf. Anschließend startete sie im Hochsprung bei den Zentralamerika- und Karibikspielen (CAC) in Mayagüez und belegte dort mit 1,70 m den achten Platz. Im Jahr darauf wurde sie bei den CAC-Meisterschaften ebendort mit einer Höhe von 1,70 m Fünfte und 2012 gewann sie bei den Zentralamerika- und Karibikjuniorenmeisterschaften in San Salvador mit 5,53 m die Silbermedaille im Weitsprung und belegte mit 1,65 m den vierten Platz im Hochsprung. 2013 klassierte sie sich bei den CAC-Meisterschaften in Morelia mit 5065 Punkten auf dem fünften Platz im Siebenkampf und im Jahr darauf gewann sie bei den Ibero-Amerikanischen Meisterschaften in São Paulo mit 5578 Punkten die Silbermedaille hinter der Brasilianerin Vanessa Spínola, ehe sie sich bei den Zentralamerika- und Karibikspielen in Xalapa mit 5721 Punkten die Bronzemedaille hinter den Kubanerinnen Yorgelis Rodríguez und Yusleidys Mendieta sicherte. 2015 gelangte sie bei den Panamerikanischen Spielen in Toronto mit 5810 Punkten auf Rang sieben im Siebenkampf und kurz darauf wurde sie bei den NACAC-Meisterschaften in San José mit einer Weite von 6,34 m Fünfte im Weitsprung. Im Jahr darauf siegte sie bei den Ibero-Amerikanischen Meisterschaften in Rio de Janeiro mit 5910 Punkten im Siebenkampf und nahm in dieser Disziplin anschließend an den Olympischen Sommerspielen ebendort teil und erreichte dort mit 5805 Punkten Rang 26. 
2017 gelangte sie bei den Weltmeisterschaften in London mit 5584 Punkten auf Rang 25 und im Jahr darauf gewann sie bei den CAC-Spielen in Barranquilla mit 6,45 m die Bronzemedaille im Weitsprung hinter der Kolumbianerin Caterine Ibargüen und Chantel Malone von den Britischen Jungferninseln. Zudem belegte sie im Siebenkampf mit 5655 Punkten den fünften Platz und erreichte anschließend bei den NACAC-Meisterschaften in Toronto mit 6,04 m Rang sieben im Weitsprung. 2019 wurde sie bei den Panamerikanischen Spielen in Lima mit 5818 Punkten Sechste im Siebenkampf. 2022 gewann sie bei den Ibero-Amerikanischen Meisterschaften in La Nucia mit 5666 Punkten die Bronzemedaille hinter der Kolumbianerin Martha Araújo und Ana Camila Pirelli aus Paraguay. Anschließend gelangte sie bei den NACAC-Meisterschaften in Freeport mit 6,24 m auf den siebten Platz im Weitsprung. Im Jahr darauf gewann sie bei den Zentralamerika- und Karibikspielen in San Salvador mit 6,44 m die Bronzemedaille hinter der Kolumbianerin Natalia Linares und Leyanis Pérez aus Kuba. Zudem sicherte sie sich im Siebenkampf mit 5860 Punkten die Bronzemedaille im Siebenkampf hinter der Kubanerin Marys Patterson und Martha Araujo aus Kolumbien. Im November gewann sie bei den 5665 Punkten die Silbermedaille im Siebenkampf bei den Panamerikanischen Spielen in Santiago de Chile hinter der US-Amerikanerin Erin Marsh. 2024 belegte sie bei den Ibero-Amerikanischen Meisterschaften in Cuiabá mit 6,17 m den sechsten Platz im Weitsprung.
In den Jahren 2010, 2012 und 2013 wurde Félix puerto-ricanische Meisterin im Hochsprung sowie 2019 im 100-Meter-Hürdenlauf und 2019, 2022 und 2023 im Weitsprung.

## Persönliche Bestleistungen
- 100 m Hürden: 13,54 s (+0,3 m/s), 15. Mai 2016 in Rio de Janeiro
- Hochsprung: 1,83 m, 25. Juni 2016 in Cali (puerto-ricanischer Rekord)
- Weitsprung: 6,54 m (+1,3 m/s), 11. Juni 2023 in Carolina
- Siebenkampf: 6124 Punkte, 26. Juni 2016 in Cali (puerto-ricanischer Rekord)